# Jennifer Cruzová
Jennifer Alejandra Cruzová Bernalová (* 22. prosince 1996) je mexická zápasnice – judistka.

## Sportovní kariéra
S judem začínala ve 13 letech v Tijuaně. Vrcholově se připravuje v Ciudad de México ve sportovním tréninkovém centru CONADE pod vedením mexických a kubánských trenérů. V mexické ženské reprezentaci se prosadila v roce 2015 v pololehké váze do 52 kg, když zaskakovala za tehdejší jedničku Luz Olveraovou. Od roku 2017 startuje ve vyšší lehké váze do 57 kg.

## Výsledky
| Olympijské hry          |     | —   |   |     |  |  |  |  |  |  |  |  |  |  |  |  |  |  |  |  |  |
| Mistrovství světa       | úč. |     | — | —   |  |  |  |  |  |  |  |  |  |  |  |  |  |  |  |  |  |
| Panamerické hry         | 7.  |     |   |     |  |  |  |  |  |  |  |  |  |  |  |  |  |  |  |  |  |
| Panamerické mistrovství | úč. | úč. | — | úč. |  |  |  |  |  |  |  |  |  |  |  |  |  |  |  |  |  |
| Středoamerické a k. hry |     |     |   | 3.  |  |  |  |  |  |  |  |  |  |  |  |  |  |  |  |  |  |
| MS juniorů              | 7.  |     |   |     |  |  |  |  |  |  |  |  |  |  |  |  |  |  |  |  |  |